# Şöhrət-Orden
Der Şöhrət-Orden (aserbaidschanisch: “Şöhrət” ordeni, auf Deutsch: Orden des Ruhmes oder Ruhmesorden) ist ein Orden der Republik Aserbaidschan. Bei seiner Einführung 1993 war er der niedrigste von vier Orden der Republik Aserbaidschan; seit 2017 ist er der siebthöchste von zehn Orden der Republik.

## Geschichte
Am 10. November 1992 bestätigte die Nationalversammlung Aserbaidschans das Dekret Nr. 370 des zweiten aserbaidschanischen Präsidenten Əbülfəz Elçibəy über „die Einrichtung von Orden und Medaillen der Republik Aserbaidschan“ (Azərbaycan Respublikasının orden və medallarının təsis edilməsi haqqında) mit den anfänglichen vier Orden İstiqlal, Şah İsmayıl, Azərbaycan Bayrağı und Şöhrət. Mit dem Dekret Nr. 757 des dritten aserbaidschanischen Präsidenten Heydər Əliyev vom 6. Dezember 1993 über die „Genehmigung des Statuts und der Beschreibung des Şöhrət-Ordens der Republik Aserbaidschan“ (Azərbaycan Respublikasının “Şöhrət” ordeninin statutu və təsvirinin təsdiq edilməsi haqqında) wurde der Orden offiziell gestiftet.
Die erste Überarbeitung erhielt der Şöhrət-Orden am 6. Februar 1998 durch das Änderungsdekret Nr. 429-IQD. 2007 wurde der Şərəf-Orden gestiftet und durch das Änderungsdekret Nr. 460-IIIQD vom 17. Oktober 2007 zum nächsthöheren Orden ernannt. Die Tragweise änderte sich dahingehend, dass der Şöhrət-Orden nun nach dem Şərəf-Orden und nicht mehr nach dem Azərbaycan-Bayrağı-Orden getragen wird. Mit dem Dekret Nr. 724-IVQD vom 30. September 2013 erhielt der Şöhrət-Orden zum zweiten Mal eine Überarbeitung.

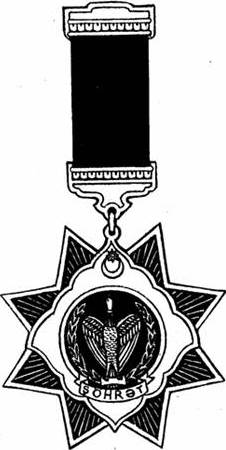
1993
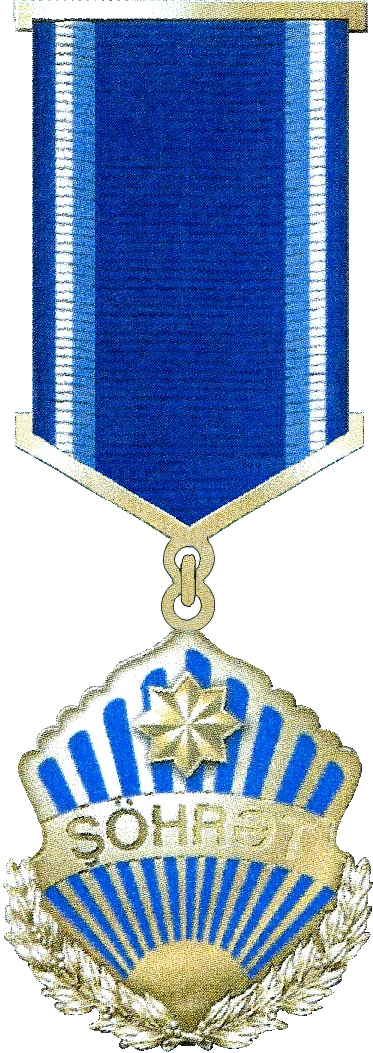
1994 bis 2009
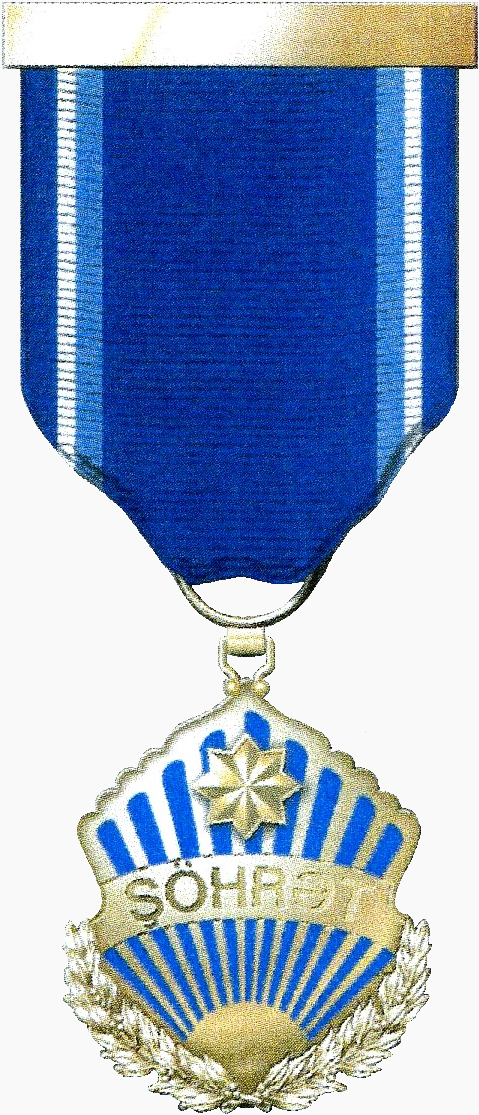
Seit 2009

## Verleihungskriterien und Tragweise
„1. Der ‚Şöhrət‘-Orden der Republik Aserbaidschan wird den Bürgern Aserbaidschans, ausländischen Bürgern und Staatenlosen verliehen:
für einen besonderen Beitrag zur wirtschaftlichen, wissenschaftlich-technischen, soziokulturellen Entwicklung;
für einen besonderen Beitrag bei der Stärkung der Freundschaft und der Zusammenarbeit zwischen den Völkern;
für außergewöhnliche Leistungen in Industrie, Verkehr, Kommunikation, Bau und anderen Bereichen der Volkswirtschaft;
für einen besonderen Beitrag in Wissenschaft, Bildung und Gesundheit.
2. Der ‚Şöhrət‘-Orden wird auf der linken Seite der Brust und in Anwesenheit anderer Orden und Medaillen der Aserbaidschanischen Republik nach dem ‚Şərəf‘-Orden getragen.“

## Träger
Für eine Übersicht der Träger mit einem Artikel in der deutschsprachigen Wikipedia siehe die Kategorie:Träger des Şöhrət-Ordens.